# Bonneville-et-Saint-Avit-de-Fumadières
Bonneville-et-Saint-Avit-de-Fumadières – miejscowość i gmina we Francji, w regionie Nowa Akwitania, w departamencie Dordogne. Nazwa miejscowości pochodzi od imienia św. Awita.
Według danych na rok 1990 gminę zamieszkiwało 216 osób, a gęstość zaludnienia wynosiła 31 osób/km² (wśród 2290 gmin Akwitanii Bonneville-et-Saint-Avit-de-Fumadières plasuje się na 961. miejscu pod względem liczby ludności, natomiast pod względem powierzchni na miejscu 1282.).